# Horní Heršpice
Horní Heršpice – miejska i katastralna części Brna, o powierzchni około 377,41 ha. Leży na terenie gminy katastralnej Brno-jih.